# Ariel Ramírez

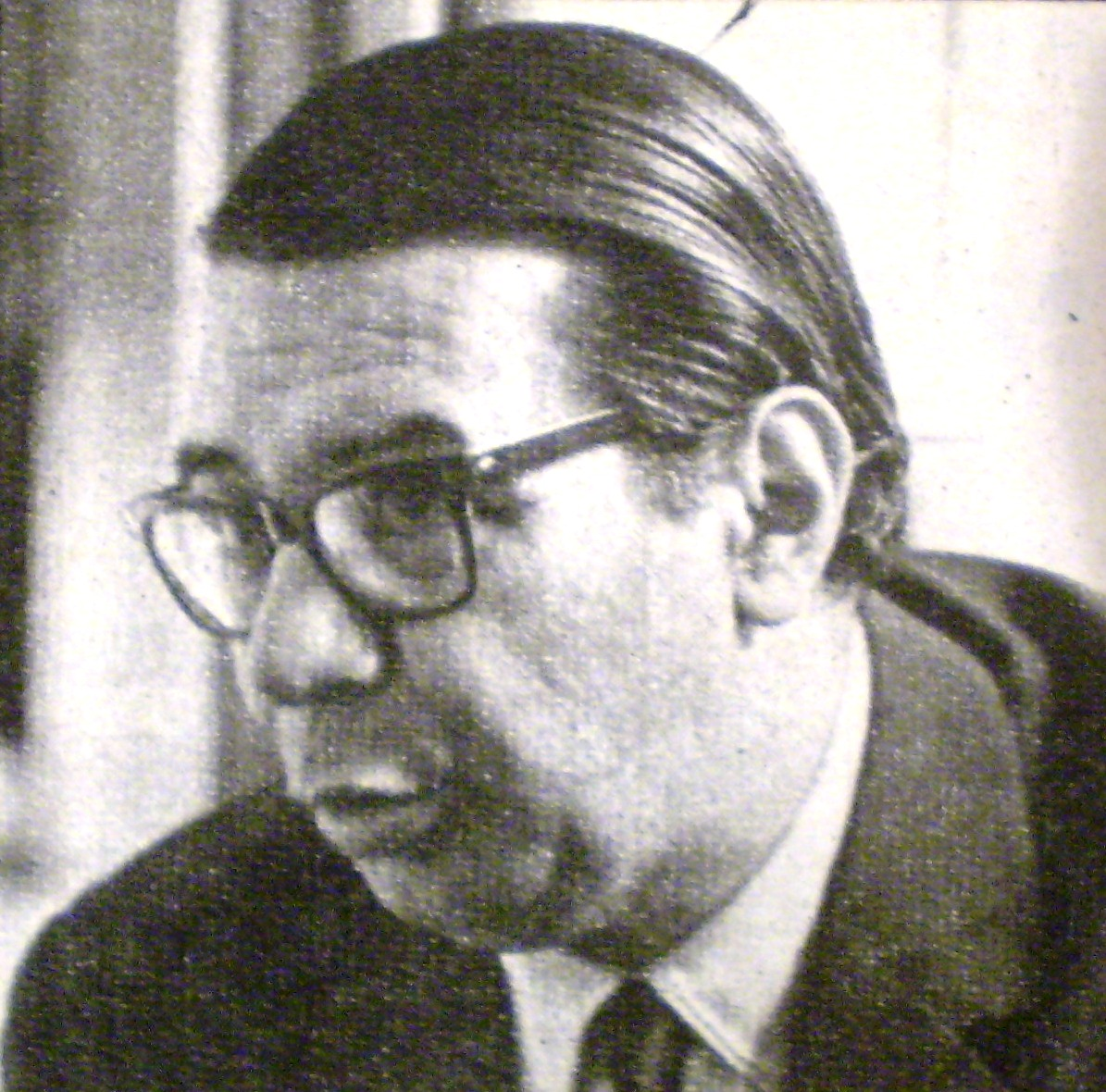
Ariel Ramírez.

Ariel Ramírez, född den 4 september 1921 i Santa Fe, Argentina, död den 18 februar 2010 i Monte Grande, provinsen Buenos Aires, var en argentinsk komponist och pianist.

## Biografi
Redan som ung intresserade sig Ramírez för hemlandets indianska och kreolska musik. Efter en uppmaning av författaren Atahualpa Yupanqui reste han 1941 i provinserna Tucumán, Salta och Jujuy och blev i Humahuaca bekant med musikern Justiniano Torres Aparicio, som även var en kännare av landets folkkultur.
Sedan 1943 uppträdde Ramírez som pianist med en vidsträckt repertoar av stycken som byggde på sydamerikansk folklore. Vissa av dessa spelade han in på grammofon 1946. Åren 1950 till 1954 levde Ramírez i Europa och därefter flyttade han till Lima för att sedan återvända till Argentina. Där grundade han ensemblen Compañía de Folklore, med vilken han 1957 turnerade i Sovjetunionen, Tjeckoslovakien och Polen. Samtidigt avslutade han sina studier i komposition för Erwin Leuchter.
År 1964 tillkom hans mest kända verk Misa Criolla (Kreolsk mässa), som bygger på främst argentinsk folkmusik. De följande åren uppförde han mässan i Latinamerika, Tyskland, Nederländerna, Belgien och Schweiz. Han komponerade även flera kantater och andra vokalverk, ofta med text av författaren Félix Luna.
Ramírez var ordförande för Sociedad Argentina de Autores y Compositores och utsågs 1988, som förste latinamerikan, till president för Confédération Internationale des Sociétés d'Auteurs et Compositeurs (CISAC).

## Verk i urval
- La tristecita, samba, 1945
- Agua y sol del Paraná
- Misa Criolla, körmässa, 1964
- Navidad Nuestra, 1964
- Navidad en Verano, 1964
- Los caudillos, kantat, 1965
- Mujeres argentinas, kantat, 1969

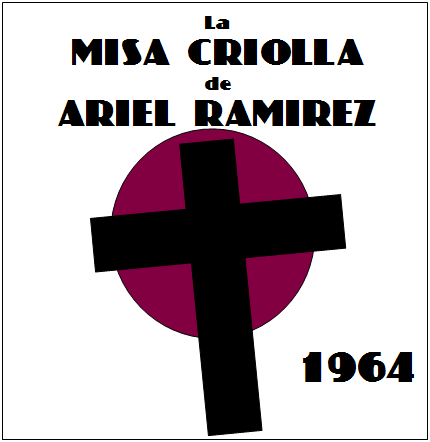
Skivomslag till Misa Criolla.

- Cantata sudamericana, kantat, 1972
- Tríptico mocoví, 1980
- La hermanita perdida, 1980
- Misa por la paz y la justicia, 1980
- Alfonsina y el mar